# 何春 (明朝)
何春（15世紀—15世紀），湖廣襄陽府均州人，明朝政治人物。

## 生平
何春個性孝友，以德行教導鄉民，人們比擬為王烈，是天順三年（1459年）己卯科湖廣鄉試舉人，授湖州通判，愛民如子，人民亦愛戴如父母一樣。

## 引用
1. 1 2  光緒《續輯均州志·卷十一·人物志》：何春，性孝友以德化導鄉里，人以王彥方比之，舉天順己卯鄉薦，通判湖州府，愛民如子，民亦戴如父母。